# Muzeum Konstantego Ildefonsa Gałczyńskiego w Praniu
Muzeum Konstantego Ildefonsa Gałczyńskiego w Praniu – muzeum położone na terenie osady Pranie (powiat piski). Jego zbiory poświęcone są osobie Konstantego Ildefonsa Gałczyńskiego. Placówka jest jednostką organizacyjną powiatu piskiego.
Muzeum mieści się w dawnej leśniczówce wsi Krzyże, pochodzącej z 1880 roku. Była ona ulubionym miejscem pobytu poety, do którego przyjeżdżał z żoną Natalią w latach 1950–1953. Osiem lat później, w 1961 roku, na budynku umieszczono tablicę pamiątkową, poświęconą Gałczyńskiemu. W 1965 roku rozpoczęto tworzenie izby pamięci, które to zadanie powierzono olsztyńskiemu Muzeum Warmii i Mazur. Opiekę nad izbą sprawował Dom Kultury w Piszu. Po podziale administracyjnym w 1975 roku rozpoczęto rozmowy pomiędzy Muzeum Okręgowym w Suwałkach oraz Muzeum Literatury w Warszawie o utworzeniu muzeum poety. Zostało ono otwarte w 1980 roku, początkowo jako oddział suwalskiego muzeum. Do 1997 roku prowadziła je córka twórcy Kira Gałczyńska z mężem. Od 2000 roku muzeum jest jednostką organizacyjną powiatu piskiego.
Na muzealne zbiory składają się przede wszystkim pamiątki po Konstantym Ildefonsie Gałczyńskim, towarzyszące mu podczas pobytów w Praniu oraz pochodzące z jego warszawskiego mieszkania. Ponadto zobaczyć można zdjęcia, rękopisy, rysunki oraz archiwalne czasopisma, do których pisywał. Zorganizowano również kącik karykatury, gdzie prezentowane są prace m.in. Szymona Kobylińskiego, Eryka Lipińskiego, Konstantego Sopoćki oraz Jerzego Zaruby.
Poza działalnością wystawienniczą, muzeum pełni funkcję ośrodka kultury (organizacja koncertów, spotkań literackich) oraz edukacji. Od 1999 roku działa tu również Stowarzyszenie Leśniczówka Pranie. Jego prezesem jest poeta i eseista Wojciech Kass, a członkami są m.in. Ignacy Gogolewski, Olga Lipińska, Wojciech Malajkat oraz Magda Umer.
Muzeum jest obiektem całorocznym, czynnym w następujące dni:
- 1 I-30 IV oraz 1 XI-31 XII – od środy do niedzieli,
- 1 V-30 VI oraz 1 IX-30 X – od wtorku do niedzieli
- 1 VII-31 VIII – codziennie.

Wstęp jest płatny. Placówka może być nieczynna w związku z organizacją imprez.
Oddziałem muzeum jest Muzeum Michała Kajki w Ogródku.

## Galeria

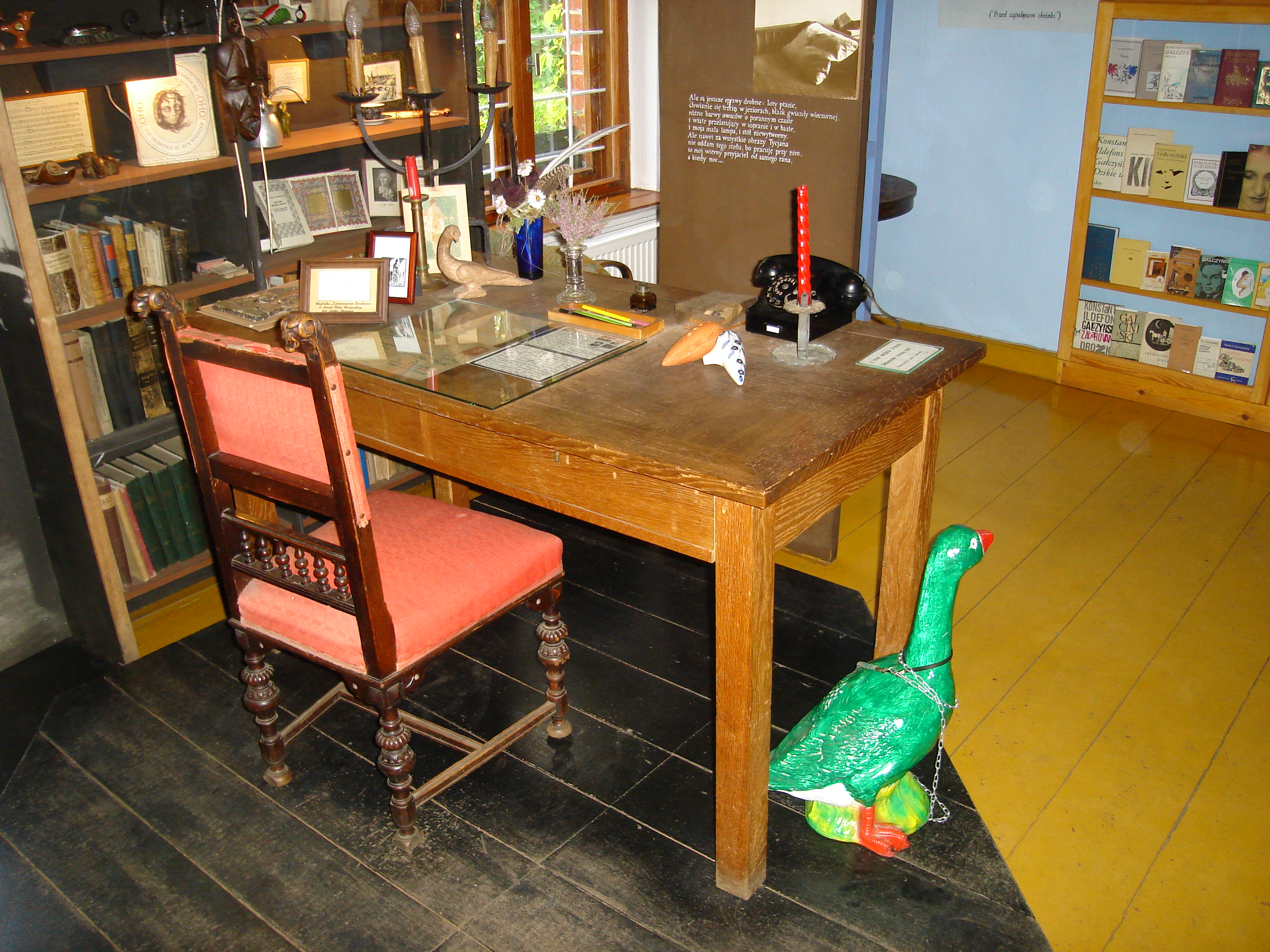
Ekspozycja muzeum
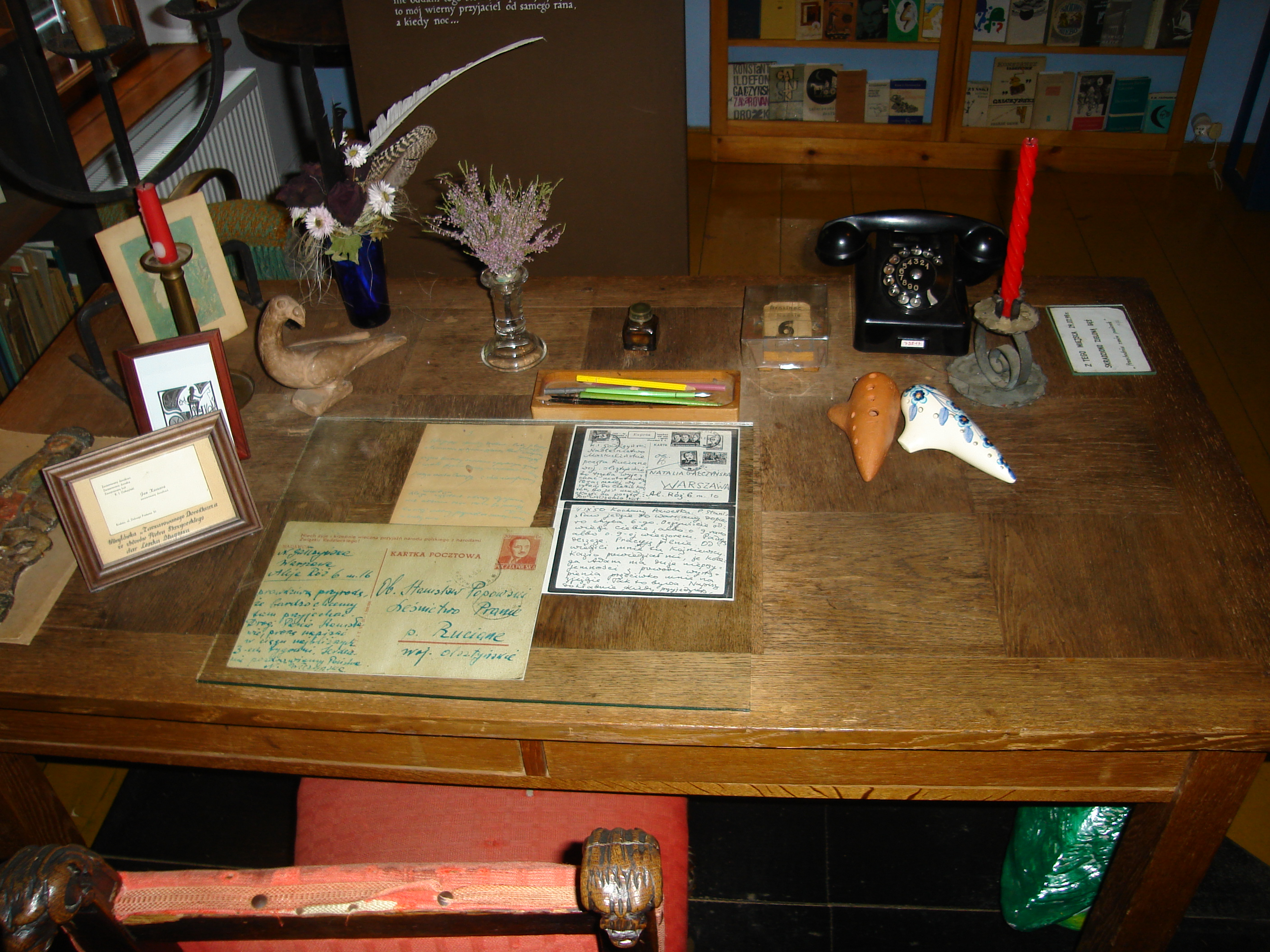
Ekspozycja muzeum
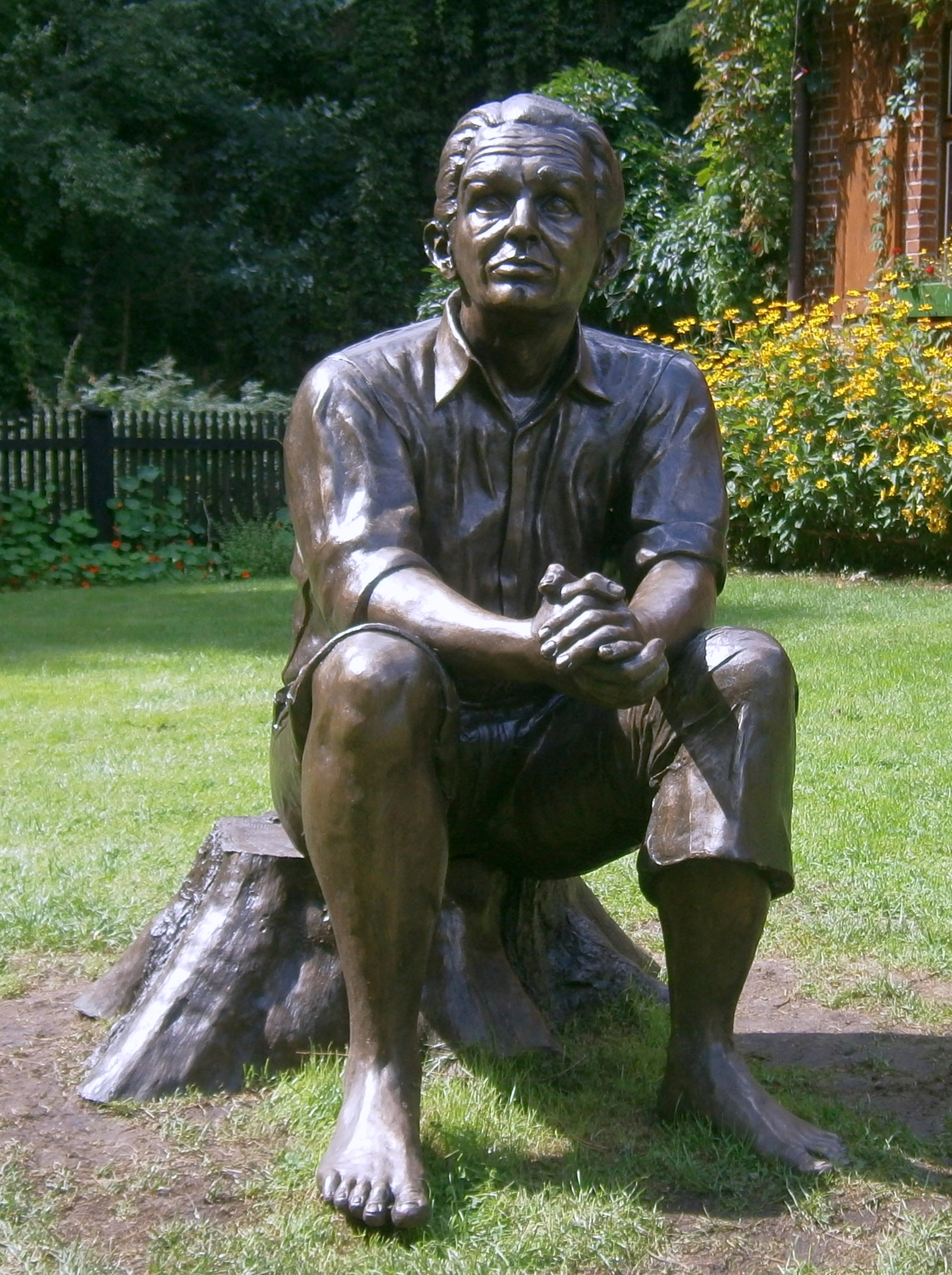
Pomnik poety przy muzeum
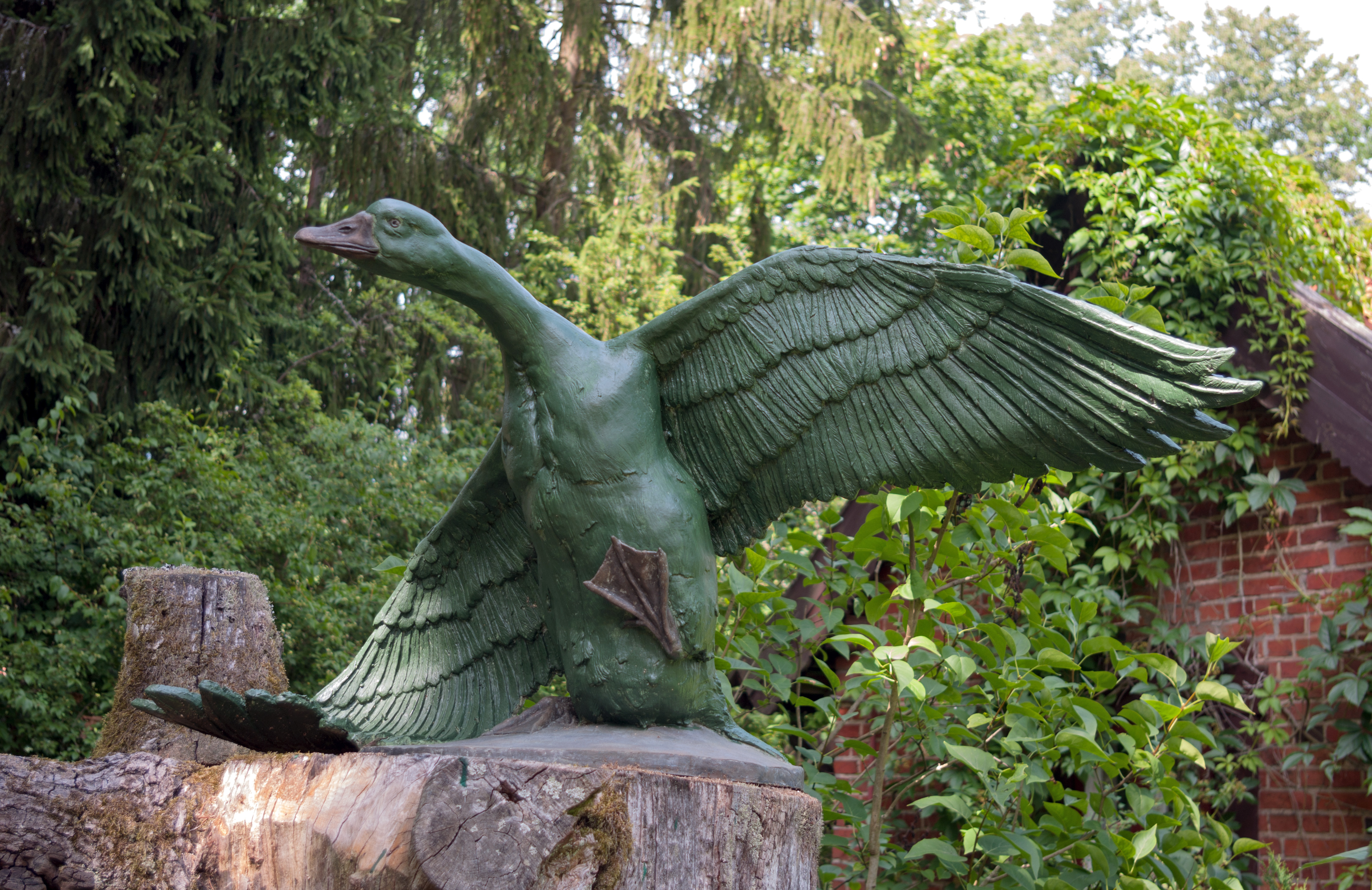
Pomnik Zielonej Gęsi przy muzeum
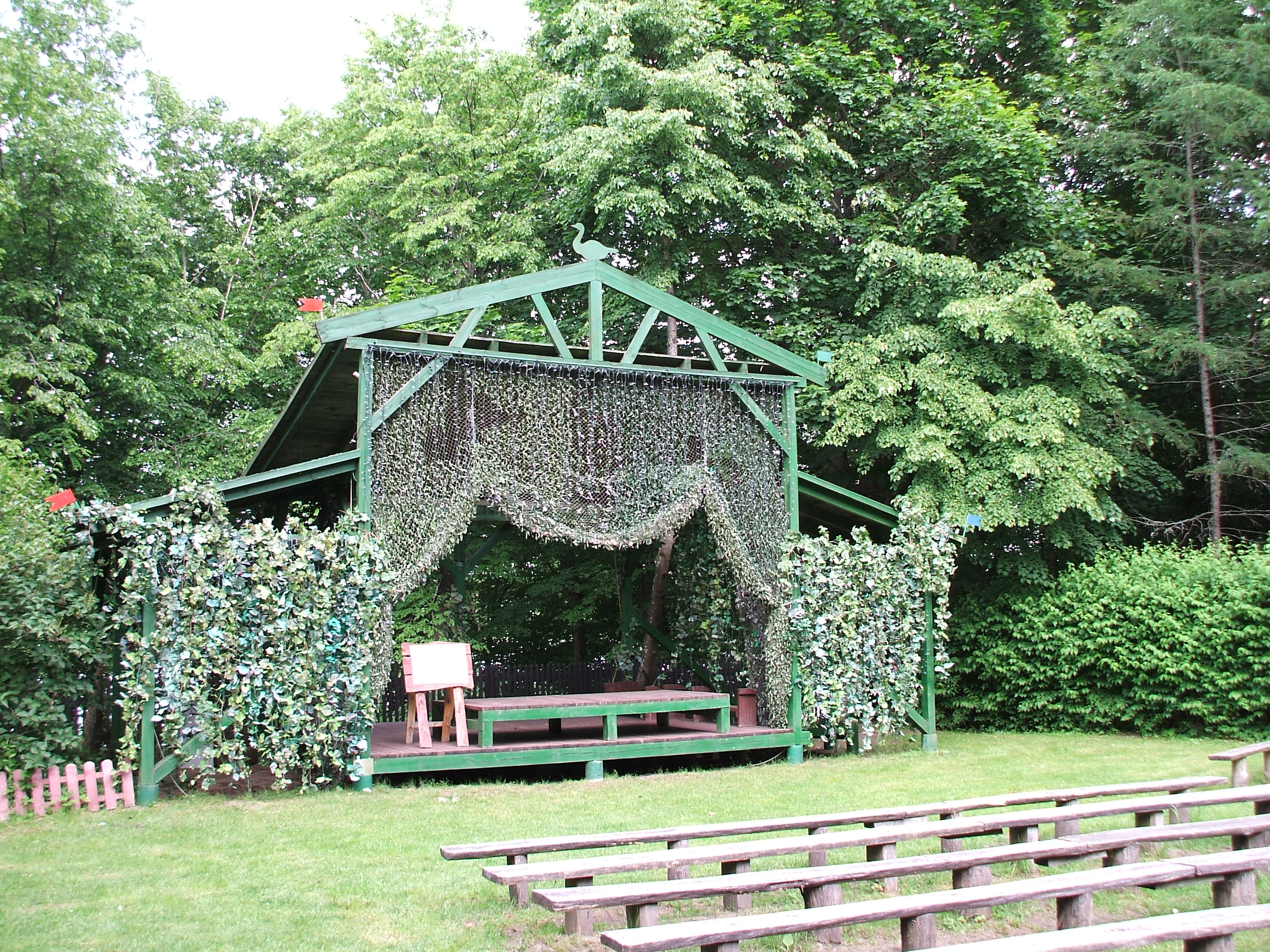
Otoczenie muzeum